# Colostygia fremonti
Colostygia fremonti är en fjärilsart som beskrevs av Ronden 1934. Colostygia fremonti ingår i släktet Colostygia och familjen mätare. Inga underarter finns listade i Catalogue of Life.